# خولنیتسه
خولنیتسه (به چکی: Cholenice) یک منطقهٔ مسکونی در جمهوری چک است که در شهرستان ییچین واقع شده‌است. خولنیتسه ۴٫۵۴ کیلومتر مربع مساحت و ۲۱۰ نفر جمعیت دارد.